# NGC 2922
NGC 2922 (другие обозначения — UGC 5118, K73 355 (или CIG 355), IRAS09337+3755, MCG 6-21-57, KARA 355, ZWG 181.66, KUG 0933+379, PGC 27361) — спиральная галактика с перемычкой в созвездии Малого Льва. Открыта Эдуардом Стефаном в 1884 году.
Этот объект входит в число перечисленных в оригинальной редакции «Нового общего каталога».

## Описание
NGC 2913 имеет широкую линию HI, класс светимости V—VI. Более того, это полевая галактика, то есть она не принадлежит к скоплению или группе и поэтому гравитационно изолирована.
Дрейер описал объект как «очень тусклый, маленький, неправильной формы, немного ярче в середине, пятнистый, но детали неразличимы», поблизости больше ничего нет, поэтому идентификация определена.

## Обнаружение и наблюдения
Объект NGC 2922 расположен в созвездии Малого Льва примерно в 199 миллионах световых лет от Млечного Пути. Он был открыт французским астрономом Эдуардом Стефаном 18 марта 1884 года.
Классификация NGC 2922 не определена. База данных NASA/IPAC указывает, что его морфология относится к неправильному магеллановому типу (Im?), но классифицирует его как промежуточную спираль (SABc). Вольфганг Стейнике классифицирует её как магелланову неправильную, а HyperLEDA — как магелланову спираль с перемычкой. Профессор Кортни Селигман классифицирует объект как спираль с перемычкой, что соответствует изображению из исследования SDSS, которое совершенно ясно показывает наличие перемычки и двух спиральных рукавов. Галактика магелланова типа имеет только один спиральный рукав.
При размерах 69 000 св. лет эта галактика немного больше, чтобы её можно было квалифицировать как магелланову, поскольку этот тип галактик обычно представляет собой небольшую или даже карликовую галактику.

### Астрономические данные
Экваториальные координаты галактики: прямое восхождение — 09ч 36м 52,6с, склонение — +37° 41′ 41″ (координаты относятся к эпохе J2000.0). Угловое положение — 103°. Радиальная скорость — 4362 км/с.

## Свойства
Является частью филамента, входящего в состав Сверхскопления Волос Вероники. Входит под номером 355 в «Каталог изолированных галактик» Караченцевой, ограниченную выборку, часто использующуюся для исследования эволюции галактик, не находящихся под влиянием их окружения. Галактика довольно диффузная, эмиссия в ней наблюдается и вдали от центра. Наблюдаются эмиссионные линии водорода (Бальмер-альфа, H-бета) и однократно ионизованного азота [NII].